# Незаконне використання символіки Червоного Хреста, Червоного Півмісяця або Червоного Кристала
Незаконне використання символіки Червоного Хреста, Півмісяця або Кристала — кримінальний проступок, відповідальність за який передбачено 445 статтею Кримінального кодексу України.
Правила використання емблем Червоного Хреста також викладені у міжнародних договорах та обмежені законом таких країн як США.

## Склад правопорушення
- Суб'єктом правопорушення є осудна 16-річна особа.
- Об'єктом правопорушення є порядок використання символіки Червоного Хреста, Червоного Півмісяця та Червоного Кристала.
- Об'єктивна сторона правопорушення характеризується прямим умислом.
- Суб'єктивна сторона правопорушення характеризується суспільно небезпечним діянням, яке виражається у незаконному використанні символіки Червоного Хреста, Червоного Півмісяця або Червоного Кристала.

## Суспільна небезпечність діяння та покарання
Існує чітко визначений порядок використання зазначеної символіки Міжнародним рухом Червоного Хреста і Червоного Півмісяця, окремих частин цього руху, зокрема, Міжнародним комітетом Червоного Хреста, Товариства Червоного Хреста України, які мають на меті дотримання Женевських конвенцій про захист жертв війни та Доповнень до них. Емблеми Червоного Хреста, Півмісяця та Кристала виконують розпізнавальну та захисну функцію для позначення медичного персоналу, цивільних медичних формувань, санітарно-транспортних засобів, іноземних медичних формувань та міжнародних організацій, а також для захисту нейтральних медичних територій і зон. Будь-яке інше використання зазначеної символіки суворо заборонено, зокрема ст. 53 Першої Женевської конвенції (1949 р.) (в Україні також — законом України «Про символіку Червоного Хреста, Червоного Півмісяця, Червоного Кристала в Україні»).
В разі порушення вищезазначених правил настає кримінальна відповідальність за статтею 445 Кримінального кодексу України, яка передбачає покарання у виді штрафу в розмірі до п'ятдесяти неоподатковуваних мінімумів доходів громадян або арешту на строк до шести місяців.
В Україні практично відсутня практика застосування виявлення, досудогого та судового розслідування кримінального правопорушення, передбаченого цією статтею, незважаючи на наявність випадків службового підроблення емблем, а також їх застосування для шахрайських цілей. Однак є приклади притягнення винних осіб до відповідальності у Великій Британії та Норвегії

## У країнах світу
Відповідальність за неправомірне використання емблем існує в багатьох країнах, зокрема:
- Австралія — ст. 15 Geneva Conventions Act 1957 — штраф 10 penalty units
- Австрія — ст. 8–9 Закону про Червоний Хрест — адміністративний штраф від 360 до 15 000 євро залежно від порушення
- Бенін — ст. 20–21 Закону про використання і захисту емблеми і назви Червоного Хреста і Червоного Півмісяця — штраф від 50 000 до 500 000 франків КФА або позбавлення волі від трьох місяців до двох років залежно від порушення
- Білорусь — ч.2 ст. 24.26 Кодексу Білорусі про адміністративні правопорушення — штраф від восьми до двадцяти «базових величин»
- Бруней — ст. 12 Акту про інкорпорацію Товариства Червоного Хреста — штраф у розмірі 5 000 000 брунейських доларів або позбавлення волі до одного року чи обидва покарання
- Гвінея — ст. 10 Закону про використання і захист емблеми і назви Гвінейського Червоного Хреста — штраф 10 000–200 000 гвінейських франків або позбавлення волі від шести місяців до двох років
- Індія — ст. 13 Geneva Conventions Act, 1960 — штраф до 500 рупій
- Казахстан — ст. 397 Кримінального кодексу — штраф або виправні роботи (у РК обмежені розміром грошової суми, а не строком) до 160 «місячних розрахункових показників», громадські роботи до 160 годин або арешт до 40 діб
- Канада — ч.3 ст. 4 Canadian Red Cross Society Act — штраф від 100 до 500 канадських доларів або позбавлення волі до одного року чи обидва покарання
- Киргизстан — ст. 427—428 Кодексу Киргизької Республіки про адміністративні правопорушення — штраф 100 або 280 «розрахункових показників» (для фізичних і юридичних осіб відповідно)
- Китай — ст. 20 Правил використання емблеми Червоного Хреста — штраф до 10 000 юанів
- Кірибаті — ч.3 ст. 9 Geneva Conventions Act, 1993 — штраф 500 австралійських доларів
- Намібія — ч.2 ст. 3 Red Cross Act, 1991 — штраф до 1000 рандів або позбавлення волі до трьох місяців чи обидва покарання
- Нігерія — ч.4 ст. 10 Geneva Conventions Act, 1960 — штраф до 100 найр
- Німеччина — § 125 Кодексу про адміністративні правопорушення (OWiG) — штраф (сума визначається за правилами § 17)
- Панама — ст. 12 Закону про використання і захист емблеми Червоного Хреста і Червоного Півмісяця — штраф від 100 до 1000 бальбоа
- Південна Корея — ст. 28-29 Закону про корейську організацію Червоного Хреста — штраф до 10 000 000 вон (до 5 000 000 вон за використання схожих назв з необережності)
- Південно-Африканська Республіка — ч.2 ст. 9 Закону про Товариство Червоного Хреста ПАР і захист окремих емблем — штраф або позбавлення волі до п'яти років чи обидва покарання
- Сполучене Королівство — ч.3 ст. 6 Geneva Conventions Act 1957 — штраф (п'ятий рівень за стандартною шкалою — необмежений за сумою)
- Сполучені Штати Америки — § 706, § 706a 18-го титулу Зводів законів США — штраф (сума визначається загальними положеннями) або позбавлення волі до шести місяців
- Таїланд — ст. 9 Закону про Червоний Хрест — штраф до 1000 батів або позбавлення волі до трьох місяців чи обидва покарання
- Узбекистан — ч.2 ст. 203 Кодексу про адміністративні правопорушення — штраф від однієї до трьох, на посадових осіб — від трьох до п'яти «базових розрахункових величин»
- Франція — ч.4 ст. 433-14, абз.2 ст. 433-15 Кримінального кодексу Франції[fr] — позбавлення волі на шість місяців/рік та штраф 7,500/15 000 євро залежно від порушення
- Філіппіни — ст. 11 Закону, який визначає порядок використання і захист емблем Червоного Хреста, Червоного Півмісяця, Червоного Кристала, визначає покарання за порушення та інше — арешт від одного місяця і одного дня до шести місяців або штраф понад 50 000 песо чи обидва покарання за кожне порушення окремо
- Фінляндія — § 6 Закону про використання окремих захищених міжнародним правом емблем — штраф або позбавлення волі до шести місяців
- Чилі — ст. 6 Закону, який встановлює стандарти використання емблеми Червоного Хреста — штраф від одного до десяти UTM[es] за кожне порушення з подвоєнням у разі рецидиву
- Швейцарія — ст. 8 Федерального закону про захист емблеми і назви Червоного Хреста — штраф (сума визначається загальними положеннями) за незначні і неумисні порушення, штраф або позбавлення волі до п'яти років чи обидва покарання за комерційне використання емблем.

Список не є вичерпним. Як правило, також застосовується конфіскація предметів, які містять неправомірно нанесені на них емблеми. Крім того, додатково можлива відповідальність за законодавством про захист торгових марок.